# Львов, Алексей Николаевич
Алексе́й Никола́евич Львов (26.07.1911, г. Казань — 07.06.1957) — врач-хирург, доктор медицинских наук (1944), профессор (1945), участник Великой Отечественной войны.

## Биография
Родился в г. Казани в семье врача. Окончил Первый Московский медицинский институт (1931). В 1938 защитил кандидатскую диссертацию, работал в лечебно-санитарном управлении Кремля. В течение Великой Отечественной войны (июнь 1941 — май 1945) ведущий хирург фронтовых госпиталей. Защитил докторскую диссертацию по газовой инфекции (1944). Заведовал кафедрой общей и факультетской хирургии Кишиневского медицинского института (1945—1951). Одновременно был главным хирургом Министерства здравоохранения Молдавской ССР (1945—1950). С 1951 по 1956 заведовал кафедрой общей хирургии ЧГМИ. Автор 80 научных работ и трех монографий. Награждён орденами Отечественной войны II степени, Красной Звезды, Трудового Красного Знамени и медалями. Под руководством Алексея Николаевича Львова защищены пять кандидатских диссертаций (в том числе А. М. Пеньковой и Т. С. Мирющенко).
Сочинения.:
- Эхинококкоз легких: моногр. 1956;
- Газовая инфекция: моногр. 1946;
- Хирургическая работа медико-санитарного батальона: моногр. 1941.